# Somebody Somewhere
Somebody Somewhere (titulada en español como Alguien en algún lugar) es una serie de televisión estadounidense de comedia dramática, protagonizada por Bridget Everett y creada por Hannah Bos y Paul Thureen.
Fue estrenada por HBO el 16 de enero de 2022. En febrero del mismo año, se confirmó la producción de una segunda temporada que se estrenó el 23 de abril de 2023. En junio, fue renovada por una tercera y última temporada, estrenada el 27 de octubre de 2024.

## Premisa
Ambientada en Manhattan, Kansas, la serie muestra las vivencias de Sam mientras enfrenta una crisis de mediana edad después de la muerte de su hermana.

## Reparto

### Principal
- Bridget Everett como Sam, una mujer de cuarenta y tantos años que busca la felicidad.[5]
- Jeff Hiller como Joel, amigo y colega de Sam.[5]
- Mary Catherine Garrison como Tricia Miller, hermana de Sam, posee una tienda de decoración.[5]
- Danny McCarthy como Rick, esposo de Tricia.
- Mike Hagerty como Ed Miller, padre de Sam, granjero.[5]
- Murray Hill como Fred Rococo, científico del suelo y maestro de ceremonias.[5]
- Jane Drake Brody como Mary Jo, madre de Sam, lidia con el alcoholismo.
- Jon Hudson Odom como Michael, novio de Joel.
- Heidi Johanningmeier como Charity, amiga y colega de Tricia.

### Recurrente
- Mercedes White como Tiffani
- Kailey Albus como Shannon (temporadas 1–2), hija de Tricia.
- Josh Bywater como Coop (temporada 1), marido de Charity.
- Tim Bagley como Brad Schraeder (temporadas 2–3), interés romántico de Joel.
- Jennifer Mudge como Susan (temporadas 2–3), prometida de Fred.
- Barbara Robertson como Darlene (temporada 2), entrenadora vocal de Sam.
- Ólafur Darri Ólafsson como Víglundur 'Iceland' Hjartarson (temporada 3), hombre que alquila la granja de Sam.

## Episodios
| Temporada | Temporada | Episodios | Episodios | Emisión original      | Emisión original       |
| Temporada | Temporada | Episodios | Episodios | Primera emisión       | Última emisión         |
| --------- | --------- | --------- | --------- | --------------------- | ---------------------- |
|           | 1         | 7         | 7         | 16 de enero de 2022   | 27 de febrero de 2022  |
|           | 2         | 7         | 7         | 23 de abril de 2023   | 28 de mayo de 2023     |
|           | 3         | 7         | 7         | 27 de octubre de 2024 | 8 de diciembre de 2024 |

## Producción
En julio de 2020, HBO ordenó la producción de Somebody Somewhere, la cual está inspirada en la vida de Bridget Everett, quien oficia de protagonista y productora ejecutiva. En junio de 2021, el reparto fue anunciado, incluyendo a Jeff Hiller, Mary Catherine Garrison, Danny McCarthy, Mike Hagerty, Murray Hill, Jon Hudson Odom y Heidi Johanningmeier. En febrero de 2022, HBO renovó la serie para una segunda temporada. En junio de 2023, HBO renovó la serie para una tercera temporada. En agosto de 2024, fue confirmada como el final de la serie.
La serie fue rodada en los suburbios de Chicago, principalmente en Lockport y Warrenville. Los creadores escogieron este sitio por el grupo de talentos disponible. Al respecto, Hannah Bos dijo:

## Recepción

### Respuesta crítica
| Temporada | Temporada | Rotten Tomatoes    | Metacritic       |
| --------- | --------- | ------------------ | ---------------- |
|           | 1         | 100% (20 críticas) | 86 (12 críticas) |
|           | 2         | 100% (20 críticas) | 96 (6 críticas)  |
|           | 3         | 100% (21 críticas) | 92 (8 críticas)  |

En el sitio Rotten Tomatoes, la serie alcanzó un 100% de aprobación considerando veinte reseñas profesionales. El consenso del sitio dijo: "Liderada por una cautivadora Bridget Everett, Somebody Somewhere explora la condición humana con ternura, gracia y calidez". Por otra parte, en Metacritic, la serie obtuvo un puntaje de 86 de un máximo de 100, considerando doce críticas, lo cual significa «aclamación universal». Richard Roeper, del Chicago Sun-Times, le otorgó una reseña perfecta de cuatro estrellas y escribió que la serie «es una obra magnífica y atrapante al instante, con una actuación espectacular de Bridget Everett».
La segunda temporada volvió a obtener críticas positivas. Coleman Spilde, de The Daily Beast, escribió que la segunda temporada "confirma la serie como una de las mejores de la década, gracias a su encantador reparto y su habilidad para profundizar en los detalles de la vida, con seriedad e irreverencia a partes iguales".

### Premios y nominaciones
| Año  | Premiación                            | Categoría                                                             | Nominado(s)                                              | Resultado | Ref.          |
| ---- | ------------------------------------- | --------------------------------------------------------------------- | -------------------------------------------------------- | --------- | ------------- |
| 2022 | Dorian Awards                         | Best LGBTQ Show                                                       | Somebody Somewhere                                       | Nominado  | [ 17 ]        |
| 2022 | Dorian Awards                         | Best Unsung Show                                                      | Somebody Somewhere                                       | Nominado  | [ 17 ]        |
| 2022 | Dorian Awards                         | TV Lead Performance                                                   | Bridget Everett                                          | Ganadora  | [ 17 ]        |
| 2022 | Dorian Awards                         | Best TV Supporting Performance                                        | Jeff Hiller                                              | Nominado  | [ 17 ]        |
| 2022 | Dorian Awards                         | Best TV Musical Performance                                           | "Don't Give Up"                                          | Nominado  | [ 17 ]        |
| 2022 | Gotham Independent Film Awards        | Mejor serie – de formato corto                                        | Somebody Somewhere                                       | Nominado  | [ 18 ]        |
| 2022 | Hollywood Critics Association Awards  | Mejor serie de cable, comedia                                         | Somebody Somewhere                                       | Nominado  | [ 19 ]        |
| 2022 | Hollywood Critics Association Awards  | Mejor actriz en una cadena de televisión o serie de cable, comedia    | Bridget Everett                                          | Nominada  | [ 19 ]        |
| 2022 | Hollywood Critics Association Awards  | Mejor dirección en una cadena de televisión o serie de cable, comedia | Jay Duplass (por "Tee-Tee Pa-Pah")                       | Nominado  | [ 19 ]        |
| 2022 | Humanitas Prize                       | Comedy Teleplay                                                       | Hannah Bos & Paul Thureen (por "B.F.D.")                 | Nominado  | [ 20 ]        |
| 2022 | Television Critics Association Awards | Logro individual en comedia                                           | Bridget Everett                                          | Nominada  | [ 21 ] [ 22 ] |
| 2022 | Peabody Awards                        | Entertainment                                                         | Somebody Somewhere                                       | Nominado  | [ 23 ]        |
| 2023 | Independent Spirit Awards             | Mejor interpretación de serie guionizada                              | Bridget Everett                                          | Nominada  | [ 24 ]        |
| 2023 | Independent Spirit Awards             | Mejor interpretación de reparto de serie guionizada                   | Jeff Hiller                                              | Nominado  | [ 24 ]        |
| 2024 | Premios de la Crítica Televisiva      | Mejor actriz en serie de comedia                                      | Bridget Everett                                          | Nominada  | [ 25 ]        |
| 2024 | Peabody Awards                        | Entertainment                                                         | Somebody Somewhere                                       | Ganador   | [ 26 ]        |
| 2025 | Premios de la Crítica Televisiva      | Mejor actriz en serie de comedia                                      | Bridget Everett                                          | Nominada  | [ 27 ]        |
| 2025 | Premios de la Crítica Televisiva      | Mejor serie de comedia                                                | Somebody Somewhere                                       | Nominada  | [ 27 ]        |
| 2025 | Primetime Emmy Awards                 | Mejor actor de reparto - Serie de comedia                             | Jeff Hiller                                              | Pendiente | [ 28 ]        |
| 2025 | Primetime Emmy Awards                 | Mejor guion - Serie de comedia                                        | Hannah Bos, Paul Thureen and Bridget Everett (por "AGG") | Pendiente | [ 28 ]        |